# Auxa parvidens
Auxa parvidens är en skalbaggsart som beskrevs av Leon Fairmaire 1897. Auxa parvidens ingår i släktet Auxa och familjen långhorningar.
Artens utbredningsområde är Madagaskar. Inga underarter finns listade.